# Rocky Gray
William "Rocky" Gray (født 2. juli 1974 i Jacksonville, Arkansas) er en amerikansk trommeslager i bandet Evanescence fra USA.